# Peter Feldmann
Peter Manuel Feldmann (Helmstedt, 7 ottobre 1958) è un politico tedesco, sindaco di Francoforte sul Meno dal 1º luglio 2012.

## Biografia
Peter Feldmann nacque in una famiglia ebrea a Helmstedt. Dopo aver superato la maturità alla Ernst-Reuter-Schule di Francoforte nel 1979, ha trascorso un anno in un kibbutz israeliano dove è diventato giardiniere. Ha poi studiato scienze politiche all'Università di Marburgo fino al 1986, prima di intraprendere la carriera accademica come docente. Successivamente si è specializzato in economia per il settore sociale, diventando Sozialbetriebswirt nel 2009. Feldmann ha lavorato per diverse organizzazioni no-profit tedesche.

## Vita privata
Nell'aprile 2016 Feldmann ha sposato Zübeyde Temizel, responsabile del primo asilo nido tedesco-turco in Assia. Ha due figlie, una (* 2016) con la sua seconda moglie e una dalla sua precedente relazione. Nell'agosto 2021 ha annunciato la fine del suo matrimonio.